# Srima
Srima (italsky Sirma) je vesnice, přímořské letovisko a turisty často vyhledávaná lokalita v Chorvatsku v Šibenicko-kninské župě, spadající pod opčinu města Vodice. Nachází se jihovýchodně od Vodice a těsně s ní sousedí. V roce 2011 žilo ve Srimě trvale 823 obyvatel, během letní sezóny se tento počet ale výrazně zvyšuje.
Sousedními městy jsou Šibenik a Vodice, sousední vesnicí Bogdanovići. Naproti Srimě se nachází ostrov Prvić s letoviskem Prvić Šepurine. Nachází se zde pláž Mulo Dvorine, která se rozkládá na malém poloostrově, vybíhajícím do moře, který jí dává typický tvar a délku, podobně jako např. u pláže Zlatni rat na Brači. Tato pláž byla oceněna modrou vlajkou.

## Fotogalerie

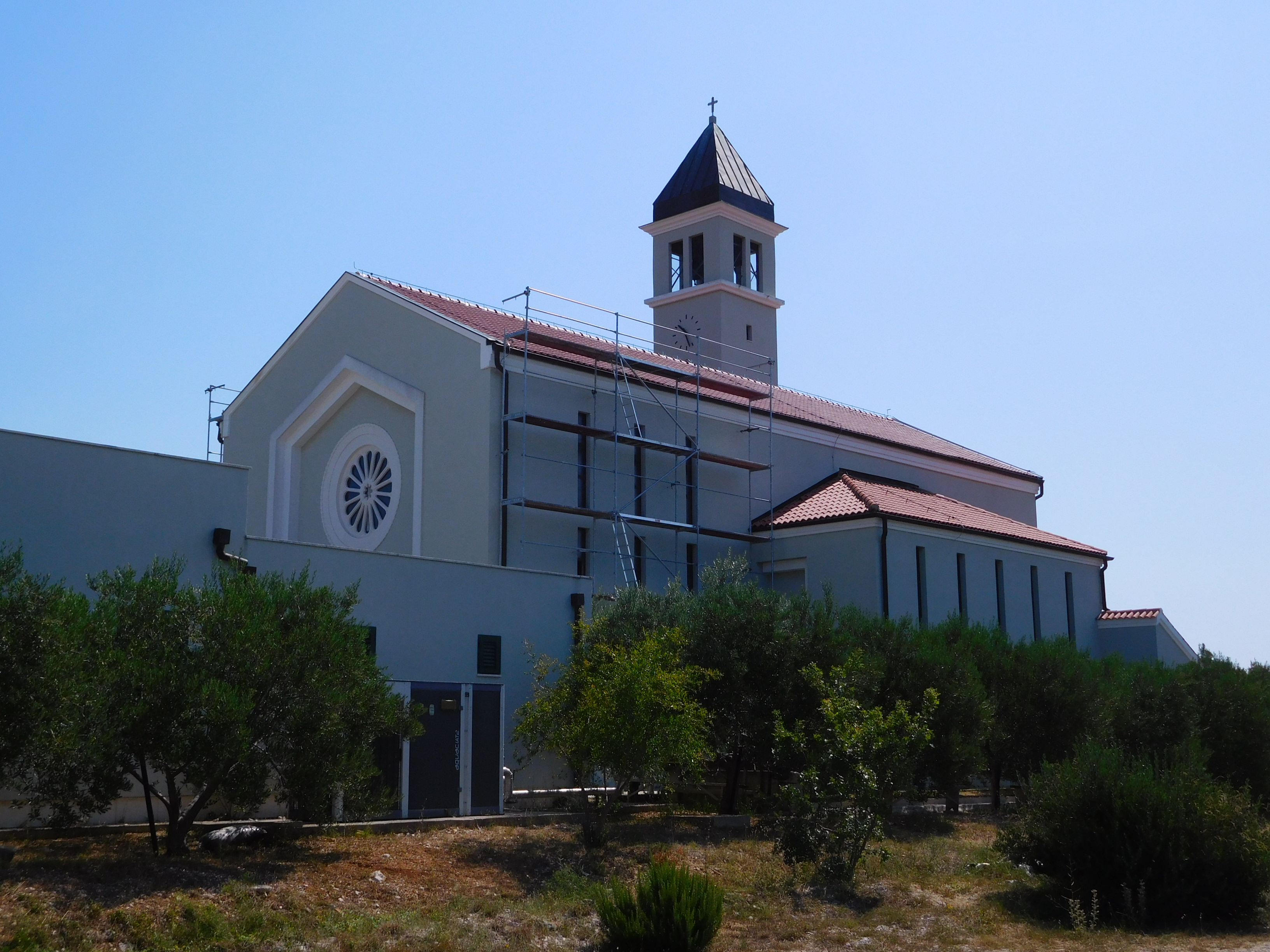
Kostel bl. Alojzija Stepinca
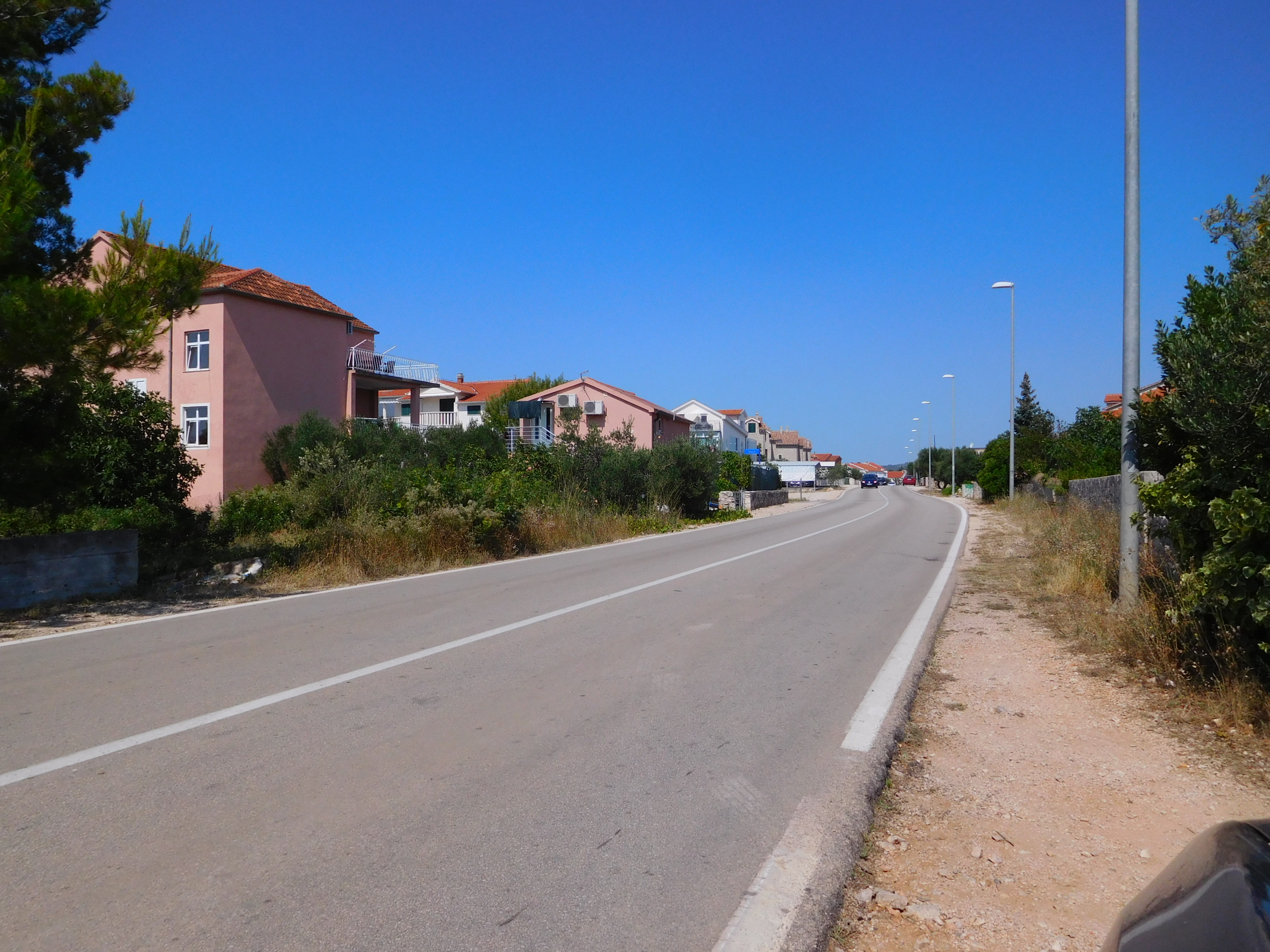
Hlavní ulice
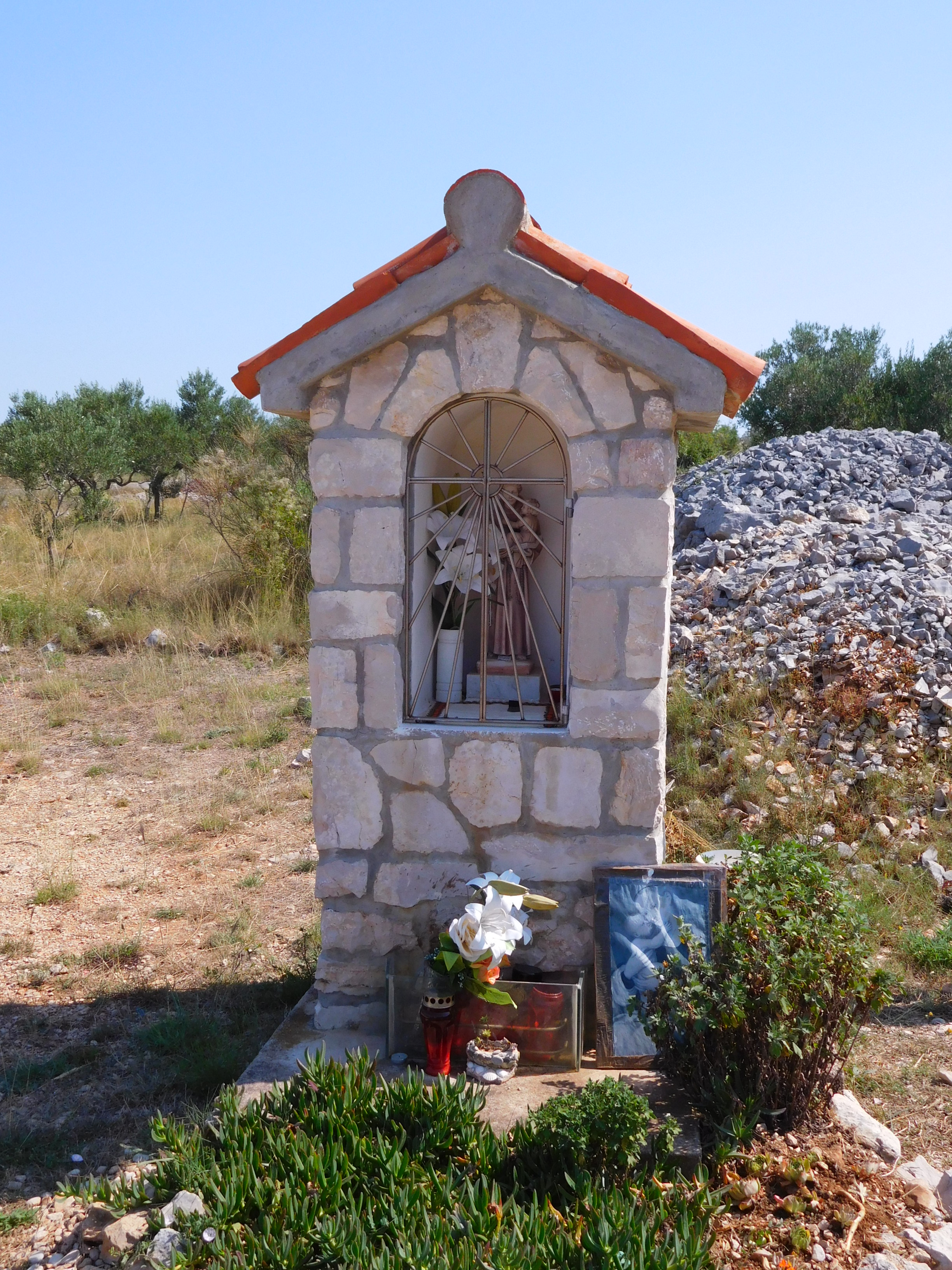
Výklenková kaplička